# Marathon van Parijs 2003
De marathon van Parijs 2003 vond plaats op zondag 6 april 2003 in Parijs. 
De Keniaan Michael Rotich was bij de mannen de winnaar; zijn tijd van 2:06.32 was een parcoursrecord. Tweede werd de Fransman Benoît Zwierzchiewski, die met zijn tijd van 2:06.36 een Europees record vestigde. De snelste vrouw was de Keniaanse Beatrice Omwanza in een tijd van 2:27.43 voor de Italiaanse Rosaria Console.
De Fransman Joel Jeannot won de rolstoelwedstrijd.

## Uitslagen

### Mannen
| rang   | naam                  | land | tijd    |
| ------ | --------------------- | ---- | ------- |
| Goud   | Michael Rotich        | KEN  | 2:06.32 |
| Zilver | Benoît Zwierzchiewski | FRA  | 2:06.36 |
| Brons  | Wilson Onsare         | KEN  | 2:06.47 |
| 4      | Driss El Himer        | FRA  | 2:06.48 |
| 5      | David Ruto            | KEN  | 2:08.21 |
| 6      | Haron Toroitich       | KEN  | 2:08.34 |
| 7      | David Kirui           | KEN  | 2:08.53 |
| 8      | Zebedayo Bayo         | TAN  | 2:08.54 |
| 9      | David Kosgei          | KEN  | 2:11.33 |
| 10     | Wilson Musto          | KEN  | 2:12.04 |

### Vrouwen
| rang   | naam                   | land | tijd    |
| ------ | ---------------------- | ---- | ------- |
| Goud   | Beatrice Omwanza       | KEN  | 2:27.43 |
| Zilver | Rosaria Console        | ITA  | 2:27.48 |
| Brons  | Banuela Mrashani       | TAN  | 2:29.13 |
| 4      | Hafida Gadi-Richard    | FRA  | 2:30.38 |
| 5      | Rakiya Quetier-Maraoui | FRA  | 2:31.35 |
| 6      | Mary Ptikany           | KEN  | 2:32.04 |
| 7      | Giovanna Volpato       | ITA  | 2:33.23 |
| 8      | Zaïa Dahmani           | FRA  | 2:34.31 |
| 9      | Fatima Yvelain         | FRA  | 2:35.03 |
| 10     | Fatima Hajami          | FRA  | 2:37.20 |

1976 ·
1977 ·
1978 ·
1979 ·
1980 ·
1981 ·
1982 ·
1983 ·
1984 ·
1985 ·
1986 ·
1987 ·
1988 ·
1989 ·
1990 ·
1991 ·
1992 ·
1993 ·
1994 ·
1995 ·
1996 ·
1997 ·
1998 ·
1999 ·
2000 ·
2001 ·
2002 ·
2003 ·
2004 ·
2005 ·
2006 ·
2007 ·
2008 ·
2009 ·
2010 ·
2011 · 
2012 · 
2013 ·
2014 ·
2015 ·
2016 ·
2017